# Condado de Morales de los Ríos
El Condado de Morales de los Ríos, es un título nobiliario español concedido el 7 de diciembre de 1792 por el rey Carlos IV, a favor de Francisco Javier Morales de los Ríos y Pineda, Teniente General de la Armada y Caballero de Santiago. 

## Condado de Morales de los Ríos
|                        | Titular                                                | Periodo                |
| Creación por Carlos IV | Creación por Carlos IV                                 | Creación por Carlos IV |
| ---------------------- | ------------------------------------------------------ | ---------------------- |
| I                      | Francisco Javier Morales de los Ríos y Pineda          | 1792-1817              |
| II                     | José Ignacio Morales de los Ríos y Morales de los Ríos | 1817-1852              |
| III                    | Francisco Javier Morales de los Ríos y Winthuyssen     | 1852-1897              |
| IV                     | Rafael Morales de los Ríos y Winthuyssen               | 1897-1901              |
| V                      | Concepción Morales de los Ríos y Carrillo de Albornoz  | 1901-1918              |
| VI                     | Carlos María Fort y Morales de los Ríos                | 1918-1963              |
| VII                    | María de la Concepción Fort y Duartea                  | 1963-2003              |
| VIII                   | Manuel García de Quesada y Fort                        | 2003-                  |

## Matrimonio y descendencia del I conde de Morales de los Ríos
Francisco Javier Morales de los Ríos y Pineda (1732-1815), I conde de Morales de los Ríos. Casó con Mª Gertrudis Morales de los Ríos y Gil. 
- José Ignacio Morales de los Ríos y Morales de los Ríos, II conde de Morales de los Ríos. Casó con Mª Ignacia Jacinta Winthuysen y Llanos.
  - José Mª Morales de los Ríos y Winthuysen (1816-1897). Casó con Josefa Álvarez y Mancilla.
  - Frco. Javier Morales de los Ríos y Winthuysen (1819-1884), III conde de Morales de los Ríos. Casó con Micaela Gil de Santibáñez y Chavarri.
  - Rafael Morales de los Ríos y Winthuysen (1832-1899), IV conde de Morales de los Ríos. Casó en 1856 con Antonia Carrillo de Albornoz y Maldona.
    - Mª Concepción Morales de los Ríos Carrillo (n.1857), V condesa de Morales de los Ríos. Casó con Carlos Fort Guyenet.
      - Carlos Fort Morales de los Ríos, VI conde de Morales de los Ríos.
        - Mª de la Concepción Fort y Duarte, VII condesa de Morales de los Ríos. Casó con Manuel García de Quesada y de Gregorio.
          - Manuel García de Quesada y Font, VIII conde de Morales de los Ríos.

- Juana Morales de los Ríos y Morales de los Ríos (n.1788)

- Ignacia Morales de los Ríos y Morales de los Ríos (San Fernando, 1796). Casó en 1812 con Manuel Torrontegui (La Habana 1777), Capitán de Navío de la Armada, viudo de Mª del Rosario Josefa Jordón. El matrimonio tuvo 5 hijos.
  - Gaspar Torrontegui y Morales de los Ríos (n.1815).
  - Francisco Torrontegui y Morales de los Ríos (Cádiz 1822). Casó en Manila con Mª Trinidad Zembrano y Kerr (Manila 1824).
    - Mª Dolores Torrontegui y Zembrano (Manila - Madrid 1937). Casó en Manila en 1874 con Francisco Javier Balanzat y Rubio (Valladolid 1844 - Burgos 1904), Coronel de Infantería, descendiente de los marqueses de Casa Cagigal. Con sucesión.
    - Manuel Torrontegui y Zembrano (1848-1894). Casó en 1879 con Mª del Rosario Calvo y Gay.
    - Matilde Torrontegui y Zembrano (m.1926). Casó con Vicente Montojo y Trillo (1831-1901). Con Sucesión.
    - Mª Concepción Torrontegui y Zembrano (Catbalogan City 1860). Casó con Genaro Ruíz Giménez (Lorca, 1854).